# Бержесерен
Бержесерен (фр. Bergesserin) насеље је и општина у источном делу централне Француске у региону Бургоња, у департману Саона и Лоара која припада префектури Макон.
По подацима из 2011. године у општини је живело 270 становника, а густина насељености је износила 37,4 становника/km². Општина се простире на површини од 7,22 km². Налази се на средњој надморској висини од 500 метара (максималној 585 m, а минималној 310 m).

## Демографија
| 1962. | 1968. | 1975. | 1982. | 1990. | 1999. | 2011. |
| ----- | ----- | ----- | ----- | ----- | ----- | ----- |
| 281   | 338   | 363   | 352   | 319   | 332   | 270   |

График промене броја становника у току последњих година